# Sushi Striker: The Way of Sushido
Sushi Striker: The Way of Sushido är ett action-pusselspel utvecklat och utgivet av Nintendo, i samarbete med indieszero, till Nintendo 3DS och Nintendo Switch. Spelet släpptes internationellt den 8 juni 2018. Spelet äger rum i en värld där sushi har förbjudits av dess styrande imperium. Huvudpersonen, Musashi, försöker återställa detta förbud mot sushi.